# Паренти, Нери
Не́ри Паре́нти (итал. Neri Parenti; род. 26 апреля 1950, Флоренция) — итальянский кинорежиссёр и сценарист. Снял многие фильмы с участием Паоло Виладжио.

## Биография
Практически сразу после того как получил диплом по политологии, Нери Паренти решил посвятить себя кинематографу. 
C 1972 по 1979 год работал ассистентом режиссёра Паскуале Феста-Кампаниле. Кроме того он работал с такими режиссёрами как Сальваторе Сампери, Стено и Джорджо Капитани.
Свой первый фильм «Джон Траволто… счастливчик судьбы» Паренти снял в 1979 году. 
Успех же режиссёру принесла серия фильмов про Фантоцци — первый фильм «Фантоцци против всех» вышел в 1980 году. В этом фильме у Нери Паренти снялся Паоло Виладжио, с которым у режиссёра завязалось длительное сотрудничество.

## Фильмография

### Режиссёр
- 1980 — «Фантоцци против всех»
- 1983 — «Фантоцци страдает снова»
- 1985 — «Фраккия против Дракулы»/Fracchio Contro Dracula
- 1986 — «Суперфантоцци»/Superfantozzi
- 1986 — «Школа воров»/Scuola di ladri
- 1986 — «Школа воров 2»/Scuola di ladri — parte seconda
- 1988 — «Фантоцци уходит на пенсию»
- 1990 — «Забавные истории»/Le comiche
- 1990 — «Фантоцци берёт реванш»
- 1992 — «Забавные истории 2»
- 1993 — «Фантоцци в раю»
- 1994 — «Забавные истории 3»
- 1995 — «Рождественские каникулы-95»
- 1996 — «Возвращение Фантоцци»
- 1998 — «Папарацци»
- 1999 — «Болельщики»
- 2000 — «Телохранители[итал.]»
- 2001 — «С Рождеством»
- 2002 — «Рождество на Ниле»
- 2003 — «Рождество в Индии»
- 2004 — «Любовь на Рождество»
- 2005 — «Каникулы в Майами»
- 2006 — «Каникулы в Нью-Йорке»
- 2007 — «Рождество в круизе»
- 2008 — «Рождество в Рио»
- 2009 — «Рождество в Беверли-Хиллс»
- 2010 — «Рождество в Южной-Африке»

### Сценарист
- 1985 — «Фраккия против Дракулы» /Fracchio Contro Dracula
- 1986 — «Суперфантоцци»/Superfantozzi
- 1986 — «Школа воров»/Scuola di ladri
- 1986 — «Школа воров 2»/Scuola di ladri — parte seconda